# POP広告
POP広告（ポップこうこく）とは、「Point of purchase advertising」（購買時点広告）の頭文字から取った略語で、主に小売店の店頭プロモーションとして展開される広告媒体である。

## 概要

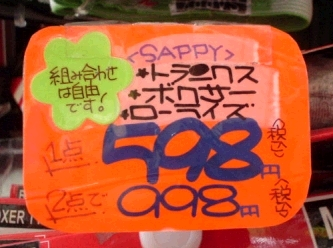

一般には略して「POP」「ポップ」と呼ばれる。
POP広告は紙や布、これに準ずる素材を利用し、その上に商品名、キャッチコピー、説明文、価格、イラストなどを機械印刷ないし手描きした店舗用品であり、数ある広告媒体の中でも単純で、利用機会の多いツールの一つである。しかし、POP広告には個性的な店の雰囲気を作り上げる力があり、それ一つで大きな購買差を生じさせ、ひいては店舗の売上を左右するほど優れた力を有する。
いわゆるセルフサービスの業態にあっては、後述するように店員（接客係）の業務を補助する店舗用品ではあるが、同時に店内の雰囲気の演出と、顧客アピールのための重要なツールにもなりうるため、事業所内で即興に手書きされたカードを始め、既存の様々な表示機材（ディスプレイ）を利用したり、それ専用に作られた製品を利用する場合もある。更には、それら商店に店舗用品を供給するメーカーも、自社製品の消費者への売り込みのために、商品とともに宣伝器材としてのPOP広告を提供することもあり、そのようなサプライヤーが提供するPOP広告においては、無償提供のものから有償の商品陳列設備をかねたものなどまで、多種多様なバリエーションが展開されている。

### ポップ体
パソコンにあらかじめセットされたり、ワードプロセッサ（ワープロソフト）やオフィススイートなど各種アプリケーションソフトウェアなどに同梱されたり、あるいはそれ単体で販売されるフォントの内には、いわゆるポップ体（ポップ書体）と呼ばれるフォントセットが存在する。この一例としてHG創英角ポップ体が挙げられる。
これらはデスクトップパブリッシングの形で、POP広告を制作するのに利用されるが、楽しげな雰囲気と視認性を重視しており、ややくだけた親しみ易い雰囲気を特徴とする。

## POP広告の目的
口頭説明の補助
POP広告の目的は、各種店舗が推奨したい商品につき、店員に代わって情報を提供し、購買意欲を促進させることである。そして、それはその商品に興味を持った客のみに働きかける特性を持っており、客はそれを選択する権利が保証される。一方、店員による執拗な勧誘、口頭説明は客にとって不快感を与えることが多々あり、それによって客が店を敬遠する事態も起こりうる。これは口頭説明という手段が、店舗側の一方的な情報提供であることによる。それに対し、POP広告には客を強制する力がなく、それでいながら弾力的に情報を訴求できる。ゆえに、それまで購買目的を持っていなかった客にも有用に働きかけ、興味を促す利点も持ち合わせている。その結果、店舗業務の効率化にも繋がり、経費削減にも貢献する。ただし、とりわけ手描きの単純なPOP広告はあくまで補佐的な説明を施す役割の広告媒体であって、店舗スタッフによる口頭説明を一切排除するためのツールにはなりえない。
店舗イメージの訴求
もう一つ重要な役割は、店舗イメージやイベント、季節の移り変わりの表現である。これは販売促進に非常に有効であり、売場の雰囲気を一変させる。
手書き風POPが重宝される業態は、スーパーマーケット、ドラッグストア、ホームセンター、ディスカウントショップ、書店、CDショップなどが挙げられる。
ただし、大手スーパー、大手ホームセンターなどでは、パソコンとプリンターを利用して作成されたPOP広告が利用されている。
商品に対する情報量が多く、店員による口頭説明が必要不可欠とされる家電量販店や対面販売を重視する百貨店、また、高級感を重視する店舗などでは、ブロック型・パーツ型のプライスと、デザインと視認性を重視したPOP広告が利用されている。

## POP広告の種類および作成手法

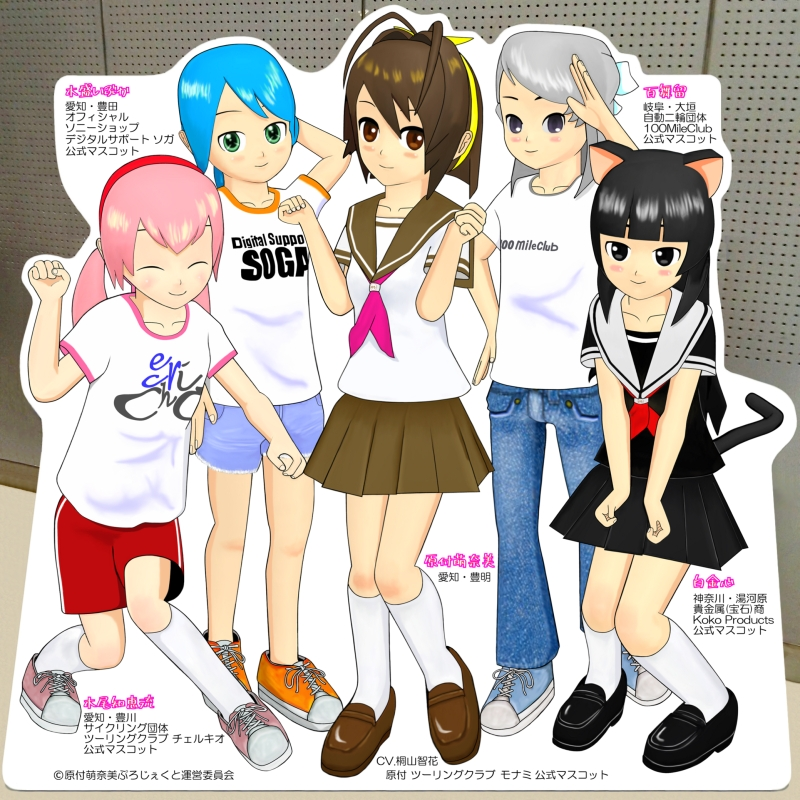
等身大でキャラクターを印刷した大型POP広告の実例（日本では等身大パネル、英語圏ではLife sized cardboard cutoutsもしくはStandeeと呼ばれる）

POP広告はその形によって様々な呼び名がある。
- 卓上スタンド
立て具を使うか、組み立てて立体に設置。
- 大型パネル
特殊な大型プリンターでパネルに直接印刷するか、一旦紙に出力したものをパネルに貼る。
身の丈ほどの、ひときわ大きなパネルにおいては、スチレンボードなどに平滑なプラスチック板を重ね、剛性を高めた合板の上に印刷物を貼る。
- プライスカード、値札
ボール紙に出力するか、パネルに貼る。
- 吊り、天吊り
出力したものを吊り具で吊るす。
厚紙では、自重や空気中の湿気を吸収して湾曲が生じるため、設置場所はサイズに応じ、ひときわ大きなパネルの例に類する反りに強い素材が用いられる場合もある。
- タペストリー
同上、ただし材質には布が用いられる。
- のぼり
布に出力し、ポールに設置。
ただし、タペストリー用のインクよりも屋外で退色しづらい耐光染料インクを用いるケースが多い。

など。
これらは何れもプリンターで出力した印刷物の応用により完成される。

## POP広告のコツ
POP広告の製作は比較的簡単に製作できることは前述したが、資料、情報収集は欠かせない。これからPRしたい商品の内容にかかわる情報（健康食品の場合、専門的な用語の説明等）や、あるいはこれから製作したいPOP広告のデザインに関わる資料（季節感を持たせるアイテム等）はネット上の専門サイト、デザイン関連書籍などを参照すると有効である。それを踏まえて、以下の基本を守れば、最低限POP広告としての体を成す。
POP広告の基本は、商品名と金額、そして説明文（コピー）によって構成される。そしてこれらのバランスを振り分けることによって、様々な目的に応じたPOP広告が製作できる。商品名と金額だけを書いたPOP、説明文を書いたPOPと分けて作成すると価格変更に対応しやすい。
- 値頃感を打ち出したい場合
金額を大きく描き、目立つことに重点を置く。
- 特定の商品を推奨したい場合
その商品の良さを前面に押し出すべく、コピーを目立つようにする。
- 雰囲気を重視したい場合
季節や年間行事、イベントなどに合わせて色紙を用いたり、イラストを描いたりして工夫を凝らす。

綺麗に書く
もっとも、それら全てに通じる基本は、「綺麗であること」が前提とされる。崩し字のような乱雑な漢字や色のはみ出しなど汚いPOPはタブーであり、POP本来の能力が発揮されないばかりか、店舗イメージを下げたり、客に不快感を与えてしまうものとなる。
文字を大きくする
小さなPOPの中だと、どうしても文字が小さくなりがちである。一番のキャッチコピーは、出来るかぎり「文字を大きく」するべきである。また、文章の中で「アピール」したい箇所は、少し大きめに書くとメリハリが出るし、見やすくなる。
伏せ字を使う
「伏せ字POP」と呼称される。主にパソコンのパーツを販売する店舗などで用いられる手法とされており、業界色が濃厚に現れている。パーツの用途を敢えて明記せず伏せ字にすることで「様々な用途に使える製品」という印象を与え購買意欲を向上させる狙いがある。また、玄人向けに細かな説明を省いて製品の特長のみを伝える様な、ある種のスラングとして使われるケースも多いとされる。

## ペン
主に使用されているフェルトペンは以下の通り。
- シヤチハタ - 「POPMATE」
- 三菱鉛筆 - 「POSCA」・「PROCKEY」
- 寺西化学工業 - 「マジックインキ」
- トンボ鉛筆 - 「マッキー」